# Cees Schelling

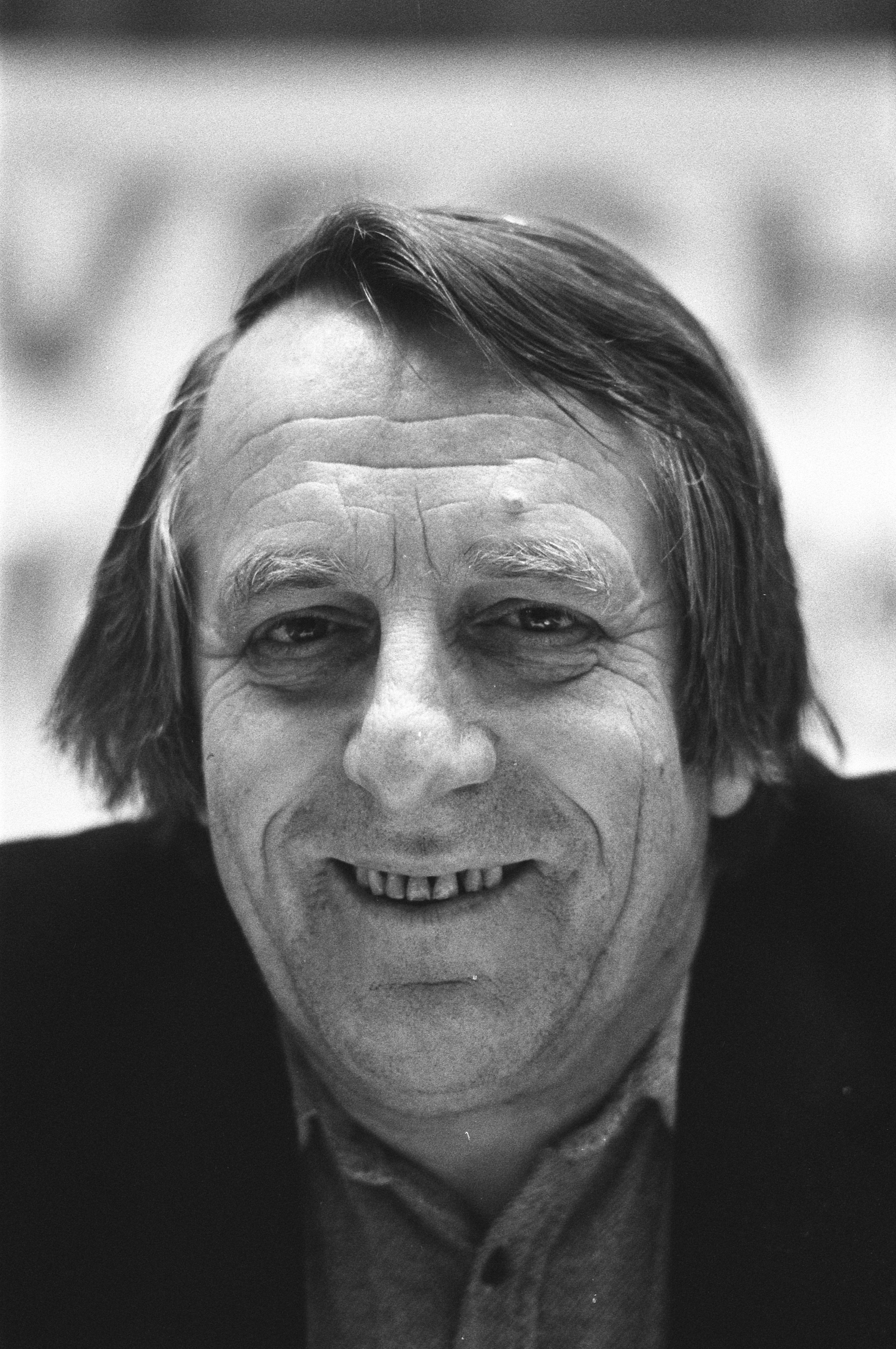
Schelling in 1982 tijdens een forumdiscussie tussen de FNV met kamerleden van de PvdA, het CDA en de PPR over verlaging van het ziektegeld

Cees Schelling (Klaaswaal, 17 februari 1927 – Pieterburen, 17 maart 2018) was een Nederlandse vakbondsbestuurder.

## Leven en werk
Schelling was een zoon van Grietje Reedijk en Pieter Schelling, landarbeider in de Hoeksewaard. Hij groeide op in een gereformeerd milieu. Schelling was aanvankelijk werkzaam als landarbeider in de Zuid-Hollandse plaats Zevenhuizen. Na de Tweede Wereldoorlog werd hij lid van de Partij van de Arbeid. Ook sloot hij zich aan bij de vakbond en werd in 1957 bestuurder van de Algemene Nederlandse Agrarische Bedrijfsbond, een van de bonden van de voormalige vakcentrale NVV. In 1970 werd hij lid van het dagelijks bestuur van de Voedingsbond NVV. Schelling was van 1972 tot 1984 voorzitter van de voedingsbond. Na de fusie met de katholieke vakbeweging werd dit de Voedingsbond FNV. Hij kreeg in die periode landelijke bekendheid door zijn militante opstelling als vakbondsbestuurder. Hij gaf leiding aan vele acties en stakingen in de voedingssector. Regelmatig kwam hij in conflict met meer behoudende leden van zijn vakorganisatie. Schelling was een fervent voorstander van het basisinkomen.
Na zijn vervroegde uittreden trok hij zich terug in het Groningse Pieterburen. In zijn nieuwe woonplaats was hij actief in diverse plaatselijke organisaties. Hij overleed in 2018 zijn woonplaats Pieterburen op 91-jarige leeftijd.